# Ernest Mélot
Pour les articles homonymes, voir Mélot.

Ernest Mélot (Namur, 8 juillet 1840 - Lonzée, 18 août 1910) était un homme politique et ministre belge. Avocat de formation, il était membre du parti catholique. Il est le père d'Auguste Mélot.

## Biographie
Ernest Alexandre Mélot est le fils d'Augustin Mélot, négociant puis banquier, et de Virginie Flahuteaux, rentière, domiciliés rue de l'Ange au moment de sa naissance.

## Fonctions politiques
- Bourgmestre de Namur de 1895 à 1907.
- Député de la Chambre des Représentants (1884-1894)
- Sénateur (1900-1910)
- Ministre de l'Intérieur et de l'Éducation de 1890 à 1891.

## Distinctions
- Grand-croix de l'ordre de Saint-Grégoire-le-Grand

## Sources
- Bio sur ODIS